# Aptychus tener
Aptychus tener là một loài rêu trong họ Sematophyllaceae. Loài này được (Sw.) Müll. Hal. mô tả khoa học đầu tiên năm 1897.